# Eugeniusz Łada
Eugeniusz Łada, ps. „Potok” (ur. 3 września 1894 w Łasku, zm. 13 czerwca 1915 pod Rokitną) – ułan Legionów Polskich.

## Życiorys
Absolwent Gimnazjum klasycystycznego ojców jezuitów w Chyrowie pod Przemyślem. Studiował w Belgii w Liège. Należał do Związku Strzeleckiego. W momencie wybuchu I wojny światowej zgłosił się do organizowanych przez Piłsudskiego oddziałów i został przydzielony do 1 plutonu Pierwszej Kompanii Kadrowej, dowodzonej przez Herwina-Piątka. W październiku 1914 roku został przeniesiony do II dywizjonu kawalerii, który był przydzielony do II Brygady Legionów Polskich. Brał udział w walkach w Karpatach. Służył w II plutonie. Poległ w czasie szarży pod Rokitną.

## Ordery i odznaczenia
- Krzyż Srebrny Orderu Wojskowego Virtuti Militari nr 6004 (pośmiertnie, 17 maja 1922)[4]
- Krzyż Niepodległości (6 czerwca 1931)[5]
- Odznaka Pamiątkowa „Pierwszej Kadrowej”[6]

## Upamiętnienie

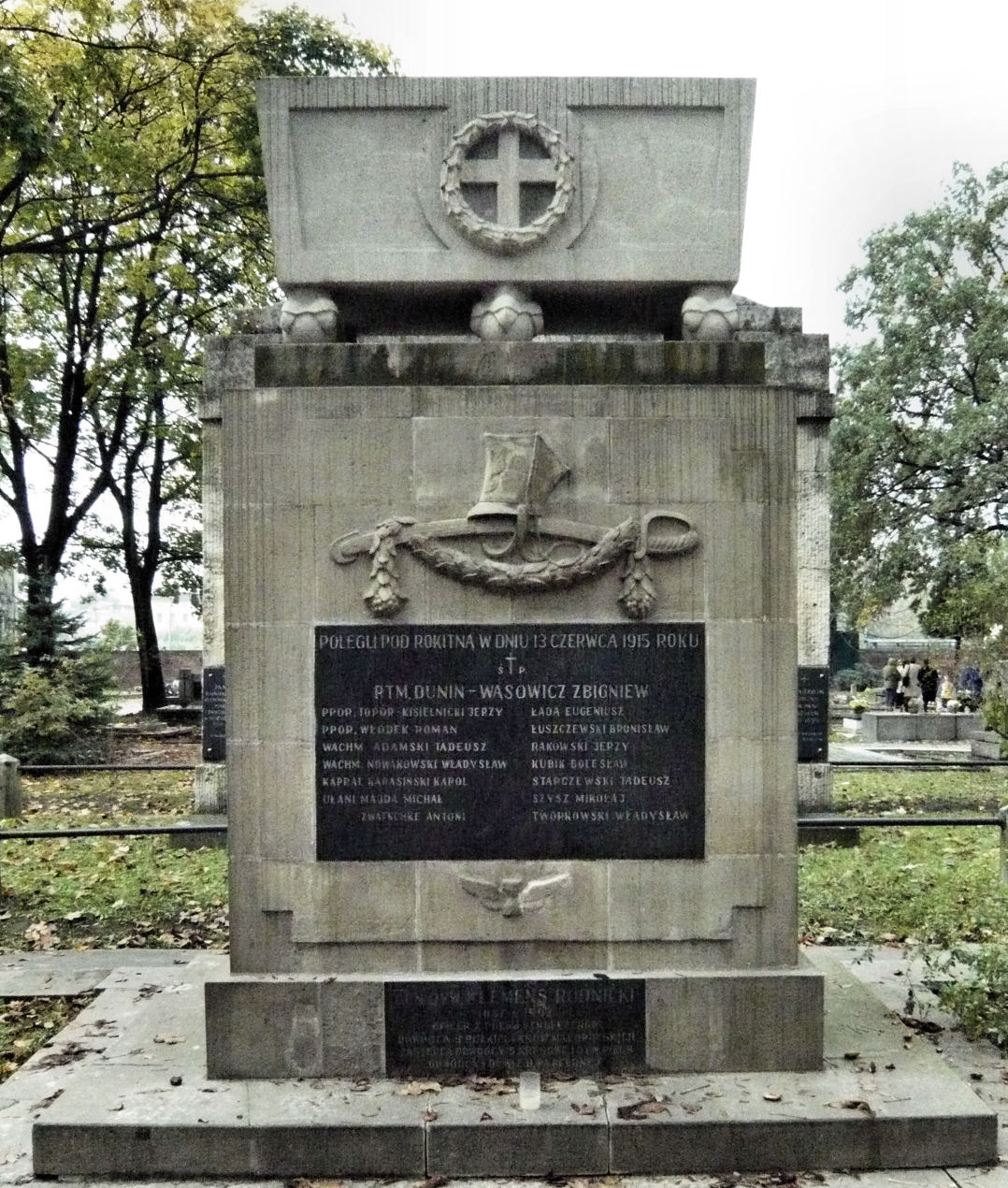
Pomnik bohaterów spod Rokitnej na Cmentarzu Rakowickim w Krakowie

Pomnik na cmentarzu Rakowickim w Krakowie upamiętnia (w tym Eugeniusza Ładę) poległych w dniu 13 czerwca 1915 roku w bitwie pod Rokitną.